# K. u. K. Feldmarschall
K.u.K. Feldmarschall ist ein österreichisch-deutsches Filmlustspiel aus dem Jahre 1956 von E. W. Emo mit Rudolf Vogel in seiner einzigen Filmhauptrolle.

## Handlung
In der „guten, alten Zeit“ im Habsburger-Reich von Kaiser Franz Joseph I.: Zur Jahrhundertwende steht in einer Kaserne einer Garnisonsstadt ein ranghoher Truppenbesuch an. Erwartet wird der k.u.k. Feldmarschall Baron Linsky, der „den Laden“ einmal inspizieren und notfalls auf Vordermann bringen soll. Um die Garnison zu überraschen, sendet der Feldmarschall seinem persönlichen Freund, dem Adjutanten des Garnisonskommandanten, seine Uniform in einem Koffer voraus, um in Zivil unerkannt die Kaserne betreten zu können. Jener Hauptmann Kraus befindet sich jedoch auf Urlaub und so wird der Koffer irrtümlich einem anderen, eben erst pensionierten Hauptmann Kraus ausgehändigt, der sich nur zufällig in der Kaserne befindet, um dort seinen Neffen zu besuchen.
Als dieser Hauptmann Kraus den Koffer öffnet und die Uniform entdeckt, kann er nicht widerstehen und probiert diese vor dem Spiegel an. Dabei wird er von Offizieren der Garnison überrascht und muss in seiner Rolle bleiben. Bald findet „Feldmarschall“ Kraus aber durchaus Gefallen daran, die seltene Gelegenheit zu nutzen, aus seiner reichen Diensterfahrung heraus Missstände aufzudecken. So führt er unwissentlich den Plan des echten Feldmarschalls in etwa so aus, wie es von jenem tatsächlich geplant war. Zwar sorgt der falsche, aber überzeugende Feldmarschall in der Kaserne für reichlich Aufregung und Durcheinander, erreicht durch seine energische Art jedoch mehr Respekt von der Truppe, als man es von einem Adeligen erwartet hat, der nur durch seinen Stand eine solche Position hat erreichen können. Doch nicht nur militärische und disziplinäre Probleme muss der falsche Feldmarschall lösen: So wird z. B. von der blutjungen Stieftochter des Oberstleutnants Kramer, Cilli Kramer, erwartet, dass sie den preußischen Junker Manfred von Pisewitz heiratet, der aber so gar nicht ihr Fall ist. Längst hat sich das junge Mädchen in den feschen Leutnant Rudi Müller, den Neffen des Hauptmanns Kraus bzw. des falschen Feldmarschalls verliebt. Am Ende löst sich alles in Wohlgefallen auf, und selbst der dann in der Kaserne auftauchende echte Feldmarschall muss die Leistung seines „Stellvertreters“ anerkennen: Kraus wird sein sehnlichster Wunsch erfüllt – er wird in den aktiven Dienst zurückgeholt und zum Major befördert.

## Produktionsnotizen
K. u. K. Feldmarschall entstand in den Filmateliers von Wien-Schönbrunn und wurde am 21. Dezember 1956 in Deutschland uraufgeführt.
Die Bahnhofsszenen wurden am Bahnhof Tattendorf an der inneren Aspangbahn der Österreichischen Bundesbahnen (zwischen Wien und Wiener Neustadt) gedreht.
Produzent Ernest Müller übernahm mit August Rieger auch die Produktionsleitung, Wolf Witzemann entwarf die Filmbauten, Hill Reihs-Gromes die Kostüme. Alfred Norkus und Max Vernooij waren für den Ton zuständig.

## Hintergrund
Zum Zeitpunkt der Handlung (etwa um 1900) bekleidete kein Offizier der österreichisch-ungarischen Armee den Dienstgrad eines Feldmarschalls. Lediglich Kaiser Franz Joseph selbst trug die entsprechenden Abzeichen an der Uniform; dem deutschen Kaiser Wilhelm II. wurde der Rang im Jahr 1900 ehrenhalber verliehen. Erst im Ersten Weltkrieg wurden wieder österreichische Generäle in diesen höchsten Rang befördert. Grundsätzlich waren Feldmarschälle äußerst selten und gehörten zu den prominentesten Personen der Doppelmonarchie – die Täuschung, die die Grundlage der Filmhandlung bildet, ist selbst für einen Film dieser Art in jeglicher Hinsicht unrealistisch.
Im Film bildet der „Marsch des K. u. K. Feldmarschalls“ ein zentrales musikalisches Motiv. Im entsprechenden Text, der wie das Musikstück selbst für den Film verfasst wurde, wird auf die angebliche Truppenferne und Abgehobenheit der Feldmarschälle Bezug genommen. Tatsächlich wurde der Rang aber nur im Kriegsfall für den Sieg in großen Schlachten, herausragende Truppenführung oder die Einnahme einer Festung verliehen und besaß in der Truppe eine entsprechende Reputation – ein derartiges Spottlied wäre historisch undenkbar gewesen.
Die korrekte Anrede eines Feldmarschalls war „Exzellenz“. Im Film wechselt diese gelegentlich fälschlicherweise zu „Herr Feldmarschall“.  

## Kritiken
Im Filmdienst heißt es: „Platter Militärschwank, unentschlossen zwischen Komödie und Posse inszeniert; allzusehr auf Situationskomik bedacht, um zu einer wahren Köpenickiade zu werden.“
Cinema dekretierte knapp: „Katastrophale Köpenickiade“